# Eddie Thomson
Pour les articles homonymes, voir Thomson.
Eddie Thomson, de son vrai nom Edward Thomson (né le 25 février 1947 et mort le 21 février 2003), est un footballeur et entraîneur écossais de football.

## Biographie
Il participe aux Jeux olympiques d'été de 1992 et aux Jeux olympiques d'été de 1996 en tant que sélectionneur de l'équipe d'Australie.

## Palmarès
- Vainqueur de la Coupe d’Océanie 1996 avec l'équipe d'Australie